# جيمس إيرل جونز
جيمس إيرل جونز (بالإنجليزية: James Earl Jones)‏ (من مواليد 17 يناير 1931 – توفي في 9 سبتمبر 2024) كان ممثل أفلام ومرح أمريكي. كان واحدًا من القلائل الذين حصلوا على تقدير في أربعة جوائز EGOT (إيمي، غرامي، أوسكار، وتوني)، بالإضافة إلى جائزة غولدن غلوب، وجائزة أوبي، وجائزة نقابة ممثلي الشاشة. وُصف جونز بأنه الممثل الأكثر احترامًا وتنوعًا في عروضه على المسرح وعلى الشاشة، كما أُطلق عليه لقب "أحد أعظم الممثلين في التاريخ الأمريكي". حصل على تكريم في عام 1992 مع الميدالية الوطنية للفنون، وجائزة مركز كينيدي عام 2002، وجائزة إنجاز العمر من نقابة ممثلي الشاشة في عام 2009، وجائزة أوسكار تكريمية في عام 2011. ومن بين أدواره الشهيرة دبلجة صوت شخصية دارث فيدر، الخصم الرئيسي في أفلام حرب النجوم. أصبح صوت الباس الخاص بجونز مرتبطًا بشدة بالشخصية الأيقونية.

## مسيرته الفنية
كان أول ظهور له في برودواي في عام 1957م، وهو أحد أبرز وجوه الفن الأمريكي في النصف الثاني من القرن العشرين، و"أحد أعظم الممثلين في التاريخ الأمريكي". بين أوراقه يسلط الضوء على الأداء الصوتي كدارث فيدر في حرب النجوم. وهو ابن الممثل روبرت إيرل جونز. في عام 2011، حصل على جائزة الأوسكار الفخرية، بجانب ديك سميث وأوبرا وينفري.
كان الدور السينمائي الأول لجونز في عام 1964 كعضو في طاقم قاذفات B-52 ستراتوفورترز في فيلم "دكتور سترينجلاف"، لكن دوره كان في ظل بيتر سيلرز وسليم بيكنز، اللذين جعلا الفيلم مشهورًا. كان دوره الكبير الأول حين أدّى شخصية الملاكم جاك جونسون في الفيلم المسرحي "الأمل الأبيض الكبير"، المستوحى من حياة جاك جونسون. عن دوره كممثل رئيسي، حصل جونز على ترشيح لجائزة الأوسكار. وكان الأفرو أمريكي الثاني الذي يحصل على ترشيح للأوسكار، بعد سيدني بواتييه.

## الحياة المبكرة
وُلِد جونز كتوبي جونز في أركباتلا، بمقاطعة تيت في مسيسيبي، لروث وروبرت إيرل جونز، الذي كان أيضًا ممثلًا، وقد ترك عائلته قبل ولادة جيمس. تصالح جونز مع والده في الثمانينيات. تربّى في كنف جديه المزارعين، ماجي وجون هنري كونولي. انتقل جونز للعيش في مزرعة جديه في ميشيغان عندما كان في الخامسة من عمره، لكن الانتقال كان صدمة عاطفية شديدة بالنسبة له، مما جعله يبدأ بتطوير تأتأة بشكل قوي، لدرجة أنه تجنب التحدث بصوت عالٍ لمدة ثماني سنوات، حتى وصل إلى مرحلة التعليم الثانوي. في المدرسة الثانوية، اكتشف اهتمامه بكتابة الشعر، وهو ما ساعده على التغلب على صمته الطويل. اعتقد معلموه أن قراءة شعره أمام الجمهور سوف تساعده على زيادة ثقته بنفسه، وأصروا على أن يقوم جونز بإلقاء قصيدة واحدة كل يوم.
في عام 1949، بدأ جونز دراسته في جامعة ميتشيغان وكان مزمعًا دراسة الطب. بالتوازي مع ذلك، سجل في برنامج خدمة الاحتياط. ترك دراسة الطب بمحض اختياره، ليركز على دراسة الدراما، وتخرج بدرجة البكالوريوس في عام 1955. خلال دراسته، وجد عملاً جزئيًا في فريق المسرح المحلي. في نهاية عام 1953، التحق بدورة ضباط المشاة في فورت بنينغ، حيث أكمل بنجاح تدريبات الكشافة.

## الحياة الشخصية
تزوج جونز من الممثلة سيسيليا هارت منذ عام 1982 وأنجبا ابنًا واحدًا، فلين إيرل جونز. وكان متزوجًا في السابق من الممثلة والمغنية الأمريكية جوليان ماري، دون أن يُنجبا.

## روابط خارجية
- جيمس إيرل جونز على موقع IMDb (الإنجليزية)
- جيمس إيرل جونز على موقع الموسوعة البريطانية (الإنجليزية)
- جيمس إيرل جونز على موقع روتن توميتوز (الإنجليزية)
- جيمس إيرل جونز على موقع مونزينجر (الألمانية)
- جيمس إيرل جونز على موقع ألو سيني (الفرنسية)
- جيمس إيرل جونز على موقع ميوزك برينز (الإنجليزية)
- جيمس إيرل جونز على موقع تيرنر كلاسيك موفيز (الإنجليزية)
- جيمس إيرل جونز على موقع أول موفي (الإنجليزية)
- جيمس إيرل جونز على موقع بوكس أوفيس موجو (الإنجليزية)
- جيمس إيرل جونز على موقع قاعدة بيانات برودواي على الإنترنت (الإنجليزية)